# Линшиц, Игорь Леонидович
Игорь Леонидович Линшиц (род. 18 декабря 1963, Рустави, Грузинская ССР) — российский предприниматель. Создатель и владелец концерна «Нефтяной» и инвестиционной компании «Delin Capital».

## Биография
Родился в семье инженеров. После окончания школы в Рустави поступил в Московский институт тонкой химической технологии им. М. В. Ломоносова, который закончил в 1988 году по профилю «химическое машиностроение».
Время окончания института в конце 1980-х годов совпало с расцветом кооперативного движения в Советском Союзе, и Линшиц пошел рабочим в кооператив, занимавшийся производством пластмассовых изделий. Через шесть месяцев стал начальником цеха по переработке пластмассы.
В 1989 году Линшиц учредил собственное предприятие — кооператив «Контакты», выпустивший за время своей деятельности 25 миллионов расчесок.
В 1990 году после закрытия «Контактов» Линшиц стал партнером в совместном российско-американское предприятии САП — первом частном совместном предприятии в области нефти и нефтепродуктов.
В 1991 году Линшиц занял пост первого заместителя генерального директора САП. При помощи этого предприятия была проведена реконструкция заводов объединения «Куйбышеворгсинтез», включавшего Самарский, Сызранский и Новокуйбышевский НПЗ, которые впоследствии объединились с «Юганскнефтегазом» и в дальнейшем превратились в ЮКОС.
В 1993 году САП был расформирован, и Линшиц использовал свою долю для основания торгового дома «Нефтяной», основным направлением деятельности которого стали нефтепереработка и нефтяная торговля. В состав ТД «Нефтяной» также вошли банк «Нефтяной» (до этого называвшийся «Дельта-банк») и фирма «Контэкс», а позднее фирмы «Продимпэкс» и Камышинский ХБК.
В конце 1990-х годов концерн «Нефтяной» начал диверсификацию в сферу других сырьевых товаров и в 1997 году специальным распоряжением правительства был уполномочен поставлять из России в Узбекистан продовольственное зерно в обмен на хлопок для предприятий текстильной промышленности.
В 1997 году «Нефтяному» принадлежало 50 % российского текстильного рынка, и компания занимала высокие рыночные позиции в сфере другого сельскохозяйственного сырья.
В 1998 году концерном «Нефтяной» был приобретен расположенный в Буденовске убыточный нефтехимический завод «Ставропольполимер». В рамках совместного предприятия с «Лукойлом» Игорь Линшиц преобразовал «Ставропольполимер» в успешное предприятие «Лукойл-Нефтехим».
В 2001 году Линшиц вышел из «Лукойл-Нефтехима», продав свою долю «Лукойлу». В настоящее время «Лукойл-Нефтехим» — одно из крупнейших нефтехимических предприятий России.
В 2000 году «Нефтяной» приобрел макаронную фабрику «Экстра-М» в Москве. Линшиц внедрил новую корпоративную стратегию, включавшую в себя модернизацию производственных мощностей и крупные инвестиции в новый брендинг, рекламу и сеть сбыта.
В момент продажи «Экстра-М» в 2003 её доля на российском рынке превышала 10 %, и она занимала вторую строчку в рейтинге лидеров отрасли. «Экстра-М» купила принадлежавшая «Интерросу» фирма «Агрос».
В том же году «Нефтяной» купил 10 % акций интернет-портала Mail.ru за 1 млн $. Через несколько лет размер пакета был увеличен до 30 %, и концерн «Нефтяной» стал вторым крупнейшим акционером Mail.ru.
В 2006 году «Нефтяной» продал свой пакет компаниям Tiger Fund и Digital Sky Technologies.
В 2001 году Игорь Линшиц начал заниматься инвестиционно-девелоперской деятельностью, создав компанию Delin Development. Специализируясь на офисной недвижимости, Delin Development вскоре стала одним из ведущих девелоперов Москвы. Крупнейшим проектом Delin Development стал Silver City, бизнес-центр класса А+, расположенный в историческом центре Москвы (60 000 м²). Silver City и другие офисные проекты Delin Development проданы в 2008 году иностранным инвесторам на пике рынка. По некоторым сообщениям прессы Silver City был продан за 350 млн $.
В 2004 году Линшиц приобрел 90 % акций «Мосинжстроя», одной из крупнейших строительных компаний и ведущего поставщика инфраструктуры города Москвы. В 2008 году доход «Мосинжстроя» составлял 1 млрд $.

### «Дело Линшица»
В 2006 году Генпрокуратура предъявила нескольким сотрудникам банка «Нефтяной» обвинение в нарушении банковского законодательства, возможно в связи с финансированием этими сотрудниками предвыборной кампании политической оппозиции. Игорю Линшицу как владельцу банка также были предъявлены обвинения.
В 2008 году Линшиц переехал в Израиль и получил израильское гражданство, в том же году переехал в Великобританию.
В 2010 году Генпрокуратура пришла в заключению, что Игорь Линшиц не нарушал законодательства, и сняла все предъявленные ему обвинения.
В 2012 году Линшиц вернулся в Россию. В настоящее время основной бизнес Линшица — компания Delin Capital, где он является управляющим директором и председателем совета директоров.